# Koszczały
Koszczały – wieś w Polsce położona w województwie kujawsko-pomorskim, w powiecie radziejowskim, w gminie Dobre.

## Podział administracyjny
W latach 1975–1998 miejscowość administracyjnie należała do województwa włocławskiego. Wieś sołecka – zobacz jednostki pomocnicze gminy w BIP.

## Demografia
Według Narodowego Spisu Powszechnego (III 2011 r.) liczyła 113 mieszkańców. Jest trzynastą co do wielkości miejscowością gminy Dobre.

## Historia
W XIX wieku Koszczały opisane zostały jako wieś w powiecie nieszawskim, gminie Sędzin, parafii Bronisław, graniczy od północy ze wsiami Smarglin i Kobielice, od wschodu z wsią i kolonią Smarglin, od południa z wsią Dobre, od zachodu zaś wieś graniczy z donacją Bronisław. Najbliższe jej miasteczko Radziejów w odległości 8 wiorst, a kościół parafialny w Bronisławiu półtorej wiorsty. Niegdyś odmiennie nazwisko wsi tej pisano. Dokument bowiem z r. 1320, dnia 27 sierpnia wydany, a w kodeksie dyplomatycznym Muczkowskiego (tom. II, str. 224) zamieszczony, zowie ją „Koscali”, na mapie geograficznej Królestwa Polskiego przez Gilla wykonanej podano ją jako Kośdały, skąd wspomniony Muczkowski (tamże t, II Indices str. CVI), wnosząc z podobieństw nazwy, błędnie ją miesza z inną zwaną Kościół czyli Kościelna Wieś na Kujawach. Mapa geograficzna Juliana Kolberga (Warsz. 1840) mylnie ją pisze „Kosuzały”, na mapie zaś Zanoniego (z r. 1772, Nr 9) pominięta zupełnie. Przytoczony powyżej dokument podaje, jako arcybiskup gnieźnieński Janisław, będąc starostą Królestwa Polskiego.i Księstwa Kujawskiego, mocą swego urzędu zatwierdza wyrok sędziów, przyznających Gerwardowi biskupowi włocławskiemu wieś Koszczały, dotychczasową własność kasztelana krakowskiego Przybysława Trojanowieża z Kowala, a to z przyczyny niewypłacenia przez tegoż biskupowi długu, wynoszącgo 150 grzywien z prawem jednak odkupu w ciągu roku jednego. Zdaje się, że kasztelan, utratą wsi zagrożony, dług wkrótce spłacił, nie znajdujemy bowiem Koszczał w liczbie wsi należących do dóbr biskupów kujawskich.

Dzieło Maksymiliana Boruckiego: „Ziemia Kujawska“ drukowane we Włocławku 1882 r., podaje rozległość dworskiej ziemi wsi Koszczały na 604 mórg miary nowopolskiej, w których 160 mórg ziemi pszennej, 171 mórg dobrej żytniej, 26 mórg łąki jedno kośnej, 200 mórg ziemi żytniej piaszczystej i pastwiska, oraz 46 mórg nieużytków. Według najnowszych zaś pomiarów, ogólną rozległość Koszczał obliczono na 625 mórg i 67 prętów, z czego dwór posiada 608 mórg i 99 prętów, resztę 16 mórg i 268 prętów mają włościanie uwłaszczeni ukazem cesarskim 1864 r. Właściciel wsi liczy w granicach jej 30 mórg łąk, oraz 6 mórg i 16 prętów za gajnika sosnowego. Łąki te i pastwiska leżą nad strugą Bachorzą, innej rzeki i wody znaczniejszej nie ma. We wsi jest dworek i cztery budynki mieszkalne, do dworu należące, tudzież cztery inne włościańskie. Większych gospodarstw rolnych nie ma. Na roli, wynoszącej 16 mórg i 268 prętów, ukazem cesarskim uwłaszczonych zostało 13 komorników i parobków, z których pięciu wnet zbyli innym swe ziemie, przez co r. 1882 zostało tylko ośmiu częściowych rolników. Ludność wsi wynosi około 140 osób, wszystkie religii rzymskokatolickiej, żydów i protestantów nie ma. Wieś szkoły nie posiada, podatek na nią opłaca do Bronisławic, dzieci jednak nikt prawie na naukę nie posyła, co pochodzi częścią z ubóstwa włościan używających własnych dzieci do robót i posług domowych, częścią dla innych okoliczności. Koszczały były poprzednio w ręku Biesiekierskich, rodziny znanej na Kujawach. Po ojcu Ferdynandzie otrzymał je w podziale spadkowym Jan Biesiekierski i w r. 1865 sprzedał Teofilowi Koczorowskiemu, który tu z rodziną zamieszkuje.